# Anacamptis feinbruniae
Anacamptis feinbruniae är en orkidéart som först beskrevs av Helmut Baumann och A. Dafni, och fick sitt nu gällande namn av H.Kretzschmar, Eccarius och H.Di. Anacamptis feinbruniae ingår i släktet salepsrötter, och familjen orkidéer.
Artens utbredningsområde är Israel. Inga underarter finns listade i Catalogue of Life.